# Rivière Ouareau
Pour les articles homonymes, voir Ouareau.
La rivière Ouareau est un affluent de la rivière L'Assomption traversant la région administrative de Lanaudière, au Québec, au Canada.
- MRC de Matawinie : municipalités de Saint-Donat, Notre-Dame-de-la-Merci, Chertsey, Rawdon ;
- MRC de Montcalm : municipalités de Sainte-Julienne, Saint-Liguori, Saint-Jacques ;
- MRC de Joliette : municipalités de Crabtree, Saint-Paul.

Le cours de la rivière passe près des villages de Chertsey, Rawdon, Saint-Liguori et Crabtree.
La partie inférieure de la vallée de la rivière Ouareau est desservie surtout par (en partant de l'embouchure) la route 346, la route 125, le chemin Archambault à la hauteur de Crabtree, le chemin du rang de l'Église (à la hauteur de Saint-Liguori), la route 343 et le boulevard Pontbriand.
La surface de la rivière Ouareau (sauf les zones de rapides) est généralement gelée de la mi-décembre à la fin-mars ; la circulation sécuritaire sur la glace se fait généralement de fin décembre à début mars. Le niveau de l'eau de la rivière varie selon les saisons et les précipitations.

## Histoire

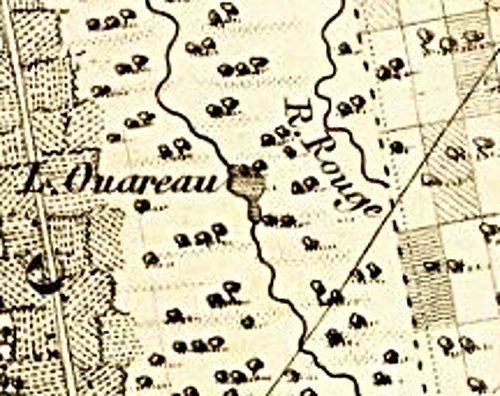

Sur la première carte précise de la région dessinée par Joseph Bouchette en 1815 il y avait un lac nommé lac Ouareau sur la rivière à la hauteur de St-Liguori. Sur le plan du canton de Rawdon et Kildare de 1821 le lac a disparu remplacé par un moulin à bois nommé Manchester Place. La rivière Ouareau a d'abord été nommée rivière Lacouareau à cause de ce lac et les premiers habitants de St-Liguori s'appelaient les habitants du lac Ouareau.
La rivière Ouareau a été intensément utilisée dès cette époque pour exploiter les forêts jusqu'en amont de St-Donat. J.H. Dorwin qui a laissé son nom aux chutes de Rawdon était un important exploitant forestier associé à Peter McGill. Dorwin avait fait construire un chemin de chantier à partir de Rawdon qui suivait la rive est de la rivière jusqu'en amont de Notre-Dame-de-la-Merci (voir la carte de 1843).
Les premières concessions de coupes de bois sur le haut de la rivière (100 miles carrés environ) ont été accordées à McGill et Dorwin avant 1856. En 1870 l'Assomption Lumber Co. a acquis les limites de bois et en a acheté d'autres plus au nord. Le bois exploité était scié aux moulins de la compagnie à Charlemagne. À sa liquidation en 1895 la compagnie détenait 295 miles carrés.
En 1872 le curé Coutu de Chertsey et ses frères ont construit un moulin à St-Donat à la décharge du lac Archambault et il a obtenu qu'une partie du canton de Lussier soit soustrait à l'exploitation du bois. La Charlemagne & Lac Ouareau Lumber Co a été fondée en 1886; en 1895 elle possédait 700 miles carrés de réserves de bois. La St-Maurice Paper Co. a acquis les droits en 1916.

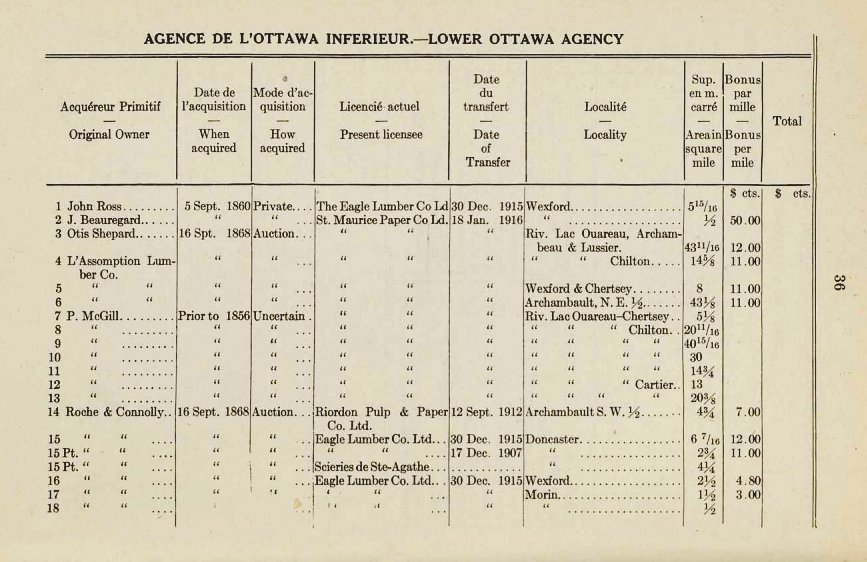
Département des terres et forêts 1918

## Géographie

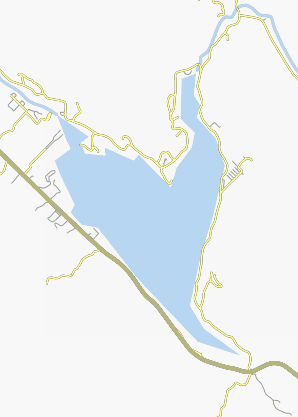
Géographie du lac Ouareau

La rivière Ouareau prend sa source sur le territoire de la municipalité de Saint-Donat-de-Montcalm, à 12,4 km du village (par chemin Ouareau nord), au barrage érigé à l'embouchure Nord-Est du lac Ouareau (longueur : 7,6 km ; largeur : 4,1 km ; altitude : 387 m). L'embouchure de ce lac est situé à 14,4 km au nord du village de Notre-Dame-de-la-Merci (par la 125 et le chemin St-Guillaume), à 50,4 km au nord-ouest du centre du village de Rawdon, à 71,8 km au nord-ouest du centre-ville de Joliette.
Elle descend en direction sud-est, parcourant quelque 83,8 kilomètres. Dans sa course, elle reçoit les eaux de :
- Crique Pagé
- Rivière Dufresne
- Rivière Beaulne
- Ruisseau Noir
- Ruisseau Beaurivage
- Ruisseau Gour
- Rivière Trudel
- Rivière du Nord (rivière Ouareau)
- Rivière Jean-Venne
- Rivière Burton
- Rivière Rouge

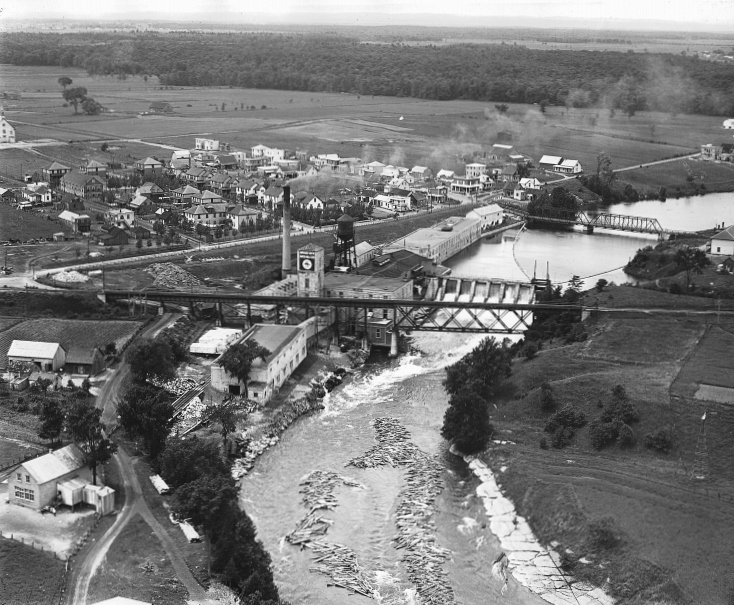
Crabtree, 1925

À partir du barrage à l'embouchure du lac Ouareau, la rivière Ouareau coule sur 83,8 km selon les segments suivants :
Cours supérieur de la rivière Ouareau (segment de 23,0 km)

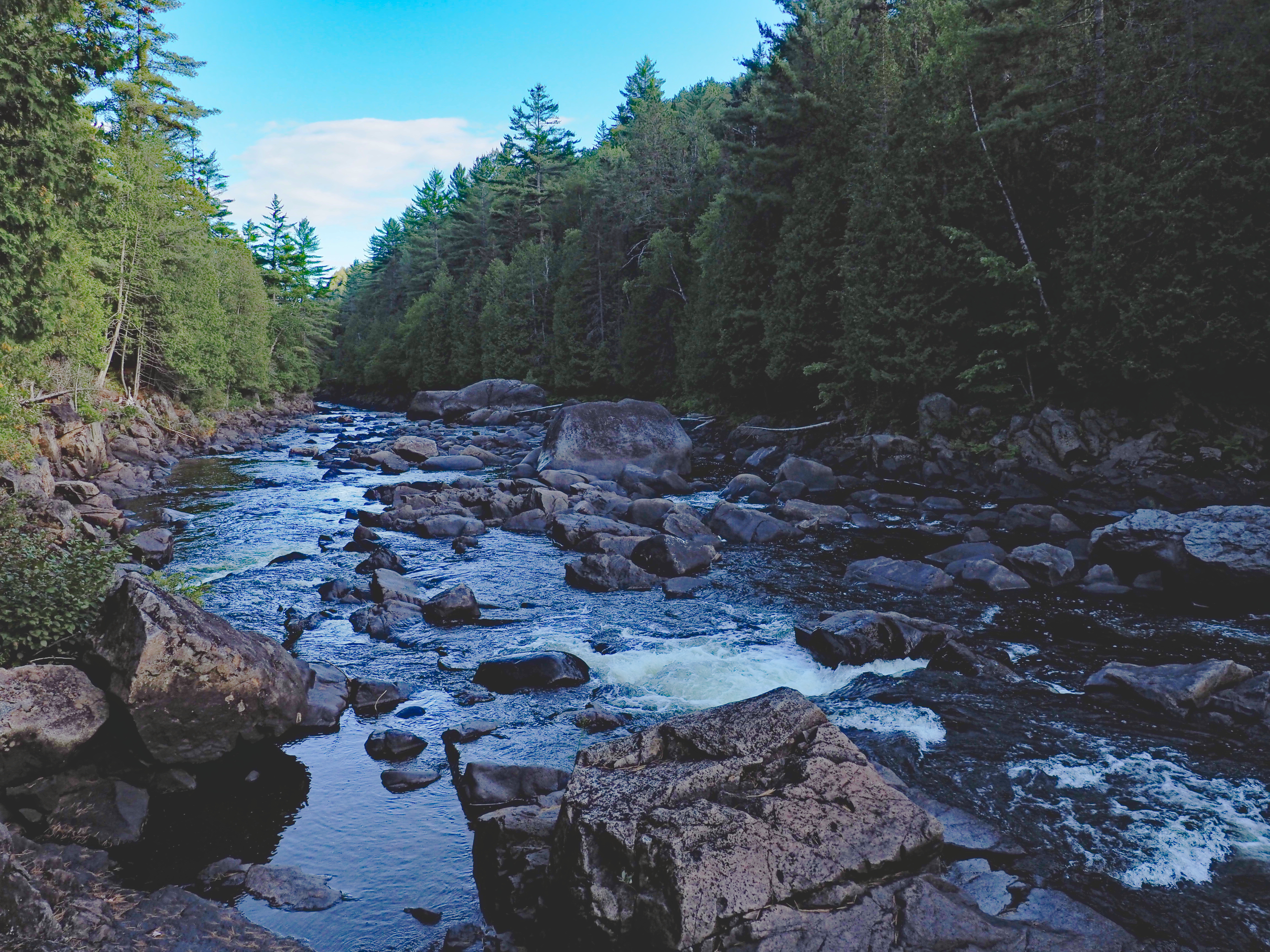
Les rapides de la rivière Ouareau dans le Parc régional de la Forêt Ouareau

- 1,9 km vers le nord-est dans Saint-Donat, en traversant la partie sud du lac Chambord (lequel reçoit les eaux du lac Croche), jusqu'au pont du chemin Saint-Guillaume ;
- 2,9 km vers le sud-est, en recueillant les eaux de la décharge du lac Sombre (venant de l'Est), jusqu'à la limite de Notre-Dame-de-la-Merci ;
- 3,7 km vers le sud-est dans le canton de Chilton, dans la municipalité de Notre-Dame-de-la-Merci, jusqu'à la Crique Lafrenière (venant de l'ouest) ;
- 6,6 km vers le sud-est, en traversant Les Cinq Chutes, jusqu'au pont de la route 347 ;
- 7,9 km vers le sud-est, en recueillant en début de segment la décharge d'un ensemble de lac (Lac à l'Île, Prévost, Georges et Blanc), en recueillant les eaux de la décharge (venant de l'Est) des Lacs du Castor et de la rivière du Nord (rivière Ouareau) (venant du nord-est) et en traversant le Parc régional de la Forêt-Ouareau, jusqu'à la limite de Chertsey ;

Cours intermédiaire de la rivière Ouareau (segment de 31,0 km)

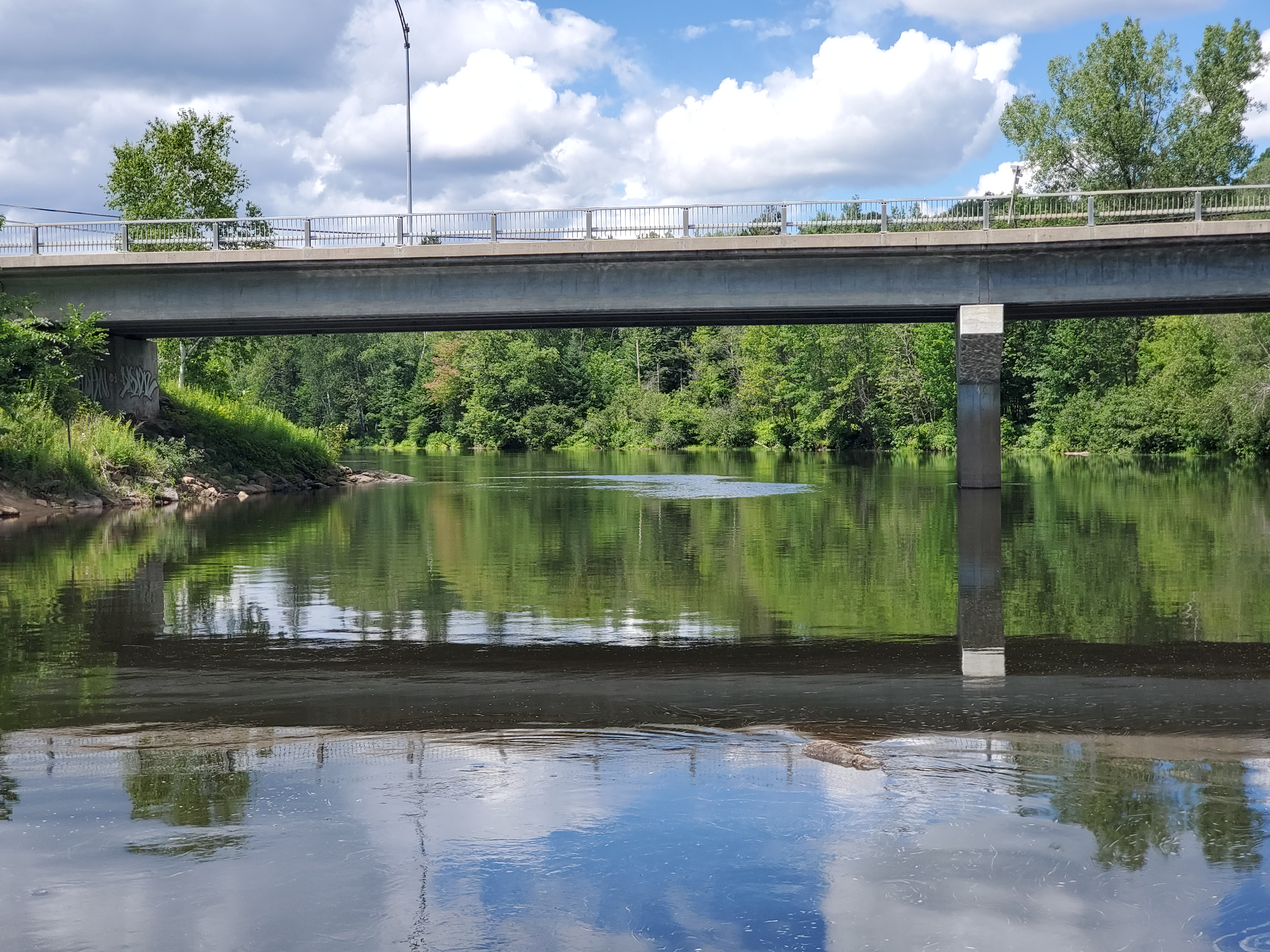
Pont de la route 348, vue de la rue Saint-Patrick, à Rawdon

- 8,5 km vers le sud dans Chertsey, en recueillant les eaux de la rivière Beaulne (venant de l'ouest), du ruisseau Noir (venant de l'ouest), de la rivière du Nord (venant du nord), et en contournant par le côté est le village de Grande-Vallée, jusqu'à la décharge du lac aux Castors, située au sud du village ;
- 5,5 km vers le sud, en recueillant les eaux du ruisseau Beaurivage (venant du nord-est) et du ruisseau Perreault (venant de l'ouest), jusqu'au pont du chemin de l'Église ;
- 2,2 km vers le sud en traversant des rapides et chutes, jusqu'à la confluence de la rivière Jean-Venne (venant de l'ouest) ;
- 3,8 km vers le sud, en traversant plusieurs rapides et chutes, jusqu'à la confluence de la rivière Burton ;
- 0,9 km vers le sud-est, jusqu'à la limite de Rawdon ;
- 3,7 km vers le sud-est dans Rawdon, jusqu'aux rapides Les Cascades, situés à l'entrée du lac Pontbriand ;
- 6,4 km vers l'est, en traversant le lac Pontbriand (altitude : 157 km) sur sa pleine longueur, jusqu'au barrage de Rawdon, situé au village de Rawdon ;

Cours inférieur de la rivière Ouareau (segment de 29,8 km)
- 3,2 km vers le sud-est, en passant au sud de Rawdon et sous le pont de la route 348 dans Mansonville (sur la rive sud-ouest), jusqu'au pont de la route 337 (1e Avenue) ;
- 8,8 km vers le sud-est, en passant dans le Parc des Chutes-Dorwin au sud de Rawdon, en traversant la chute Manchester et formant la limite entre Saint-Jacques et Saint-Liguori, jusqu'au pont de la route 341 ;
- 1,0 km vers le sud-est, formant la limite entre Saint-Jacques et Saint-Liguori ;
- 4,5 km vers le sud-est, jusqu'au pont de la route 346 au village de Saint-Liguori ;
- 4,8 km vers le sud-est, en contournant l'Île Archange-Godbout, jusqu'à la limite de Crabtree ;
- 3,6 km vers le sud-est dans Crabtree, jusqu'à la route 158 ;
- 1,1 km vers le sud-est, jusqu'à la confluence de la rivière Rouge (venant du nord-ouest) ;
- 2,8 km vers le sud-est, en passant au village de Crabtree qui est localisé sur la rive sud-ouest de la rivière Ouareau ;
- 1,6 km vers le sud-est, formant la limite entre Crabtree et Saint-Paul ;
- 3,4 km vers le sud-est, en formant un grand S jusqu'à la Pointe à Forget où est située la confluence de la rivière[5].

La rivière Ouareau se déverse sur la rive ouest de la rivière L'Assomption, à l'extrémité de la Pointe à Forget, dans la municipalité de Saint-Paul, au sud de la ville de Joliette. Cette confluence est située à :
- 11,6 km au nord-ouest du fleuve Saint-Laurent ;
- 5,6 km au sud-est du pont de Crabtree ;
- 9,4 km au sud du centre-ville de Joliette.

## Toponymie
Son nom vient de l'Algonquin et signifie au lointain.
Le toponyme rivière Ouareau a été officialisé le 5 décembre 1968 à la Commission de toponymie du Québec.

## Écologie
La qualité de l'eau est meilleure en amont de Crabtree qu'en aval, où l'on observe une baisse de la qualité des poissons, due à une pollution urbaine, industrielle et agricole.